# Ranunculus marmarosiensis
Ranunculus marmarosiensis är en ranunkelväxtart som beskrevs av Sóo. Ranunculus marmarosiensis ingår i släktet ranunkler, och familjen ranunkelväxter. Inga underarter finns listade i Catalogue of Life.